# Nova Kamena
Nova Kamena (en búlgaro y oficialmente Нова Камена) es una localidad del municipio de Tervel, en la Provincia de Dobrich, al noreste de Bulgaria. Según el censo del 2011, la localidad cuenta 472 habitantes. Desde el punto de vista étnico, todos los habitantes son búlgaros. Hasta 1942, el nombre de la aldea fue Шахинлар.
Se ubica unos 10 km al suroeste de la capital municipal Tervel, cerca del límite con las provincias de Silistra y Shumen, a una altitud de 258 m s. n. m.